# Portrait de Frédéric II de Prusse
Le Portrait de Frédéric II de Prusse est une peinture réalisée par le peintre germano-danois Johann Georg Ziesenis représentant Frédéric II de Prusse. En 1913, le peintre Jean Lulvès affirme que c'était le seul tableau pour lequel Frédéric s'est assis de son vivant  - cependant, cela est depuis mis en doute.
Il est commandé par la sœur de Frederick, la duchesse Philippine Charlotte de Brunswick-Wolfenbüttel. Il y siège du 17 au 20 juin 1763 au château de Salzdahlum, bien que, comme d'autres portraitistes, Ziesnis continue également à y travailler après la séance en utilisant des croquis. Le 10 octobre 2009, le tableau, présenté pour la dernière fois au public en 1937 au Musée d'État de Basse-Saxe, est proposé par la maison de vente aux enchères Bremer Bolland & Marotz et vendu au prix de 670 000 €. En raison de l'importance historique du tableau, il a été inscrit au répertoire du patrimoine culturel allemand.

## Copies
L'on pense qu'il existe deux exemplaires qui ont été donnés à la duchesse (maintenant au musée palatin de Heidelberg) et à George III du Royaume-Uni (maintenant dans la Royal Collection).